# Maria Gadú
Mayra Corrêa Aygadoux, plus connue sous le nom de Maria Gadú, est une chanteuse, auteure-compositrice et guitariste brésilienne née à São Paulo le 4 décembre 1986.
Elle publie son premier album éponyme en 2009, dont le single « Shimbalaiê » devient numéro 1 en Italie durant l'été 2011 et qui contient une version de « Ne me quitte pas », de Jacques Brel. Elle a reçu 2 fois un Latin Grammy Award. 
Son style tient de la musique populaire brésilienne et du rock indépendant teinté de blues. 
Maria Gadú est ouvertement lesbienne et s'est mariée le 3 juin 2017 avec la productrice brésilienne Lua Leça, avec qui elle vit depuis 2012.

## Discographie
- 2009 : Maria Gadu
- 2010 : Multishow Ao Vivo (CD et DVD)
- 2011 : Maria Gadú e Caetano Veloso - Multishow ao vivo (CD et DVD)
- 2011 : Mais Uma Página
- 2013 : Nós
- 2015 : Guelã